# 琼崖穴子蕨
琼崖穴子蕨（学名：[Prosaptia obliquata] 错误：{{Lang}}：文本有斜体标记（帮助））为禾叶蕨科穴子蕨属下的一个种。

## 扩展阅读
- 維基物種上的相關：琼崖穴子蕨